# Крест Франца Иосифа
Крест Франца Иосифа (нем. Franz-Joseph-Kreuz) — австро-венгерская награда (крест), вручавшаяся в 1916 — 1918 годах. Была основана Францем Иосифом незадолго до его смерти.

## История
Крест был утвержден 21 ноября 1916 года Францем Иосифом. Также император написал список людей, которые заслуживают этого креста. После смерти Франца Иосифа, его преемник Карл I наградил людей из списка этим крестом. Всего было награждено 25 человек, из-за этого эта награда стала чрезвычайно редкой. Орденом были награждены только люди, работавшие в Военной канцелярии в Вене , военные и гражданские лица, тесно сотрудничавшие с монархом, во главе с самим новым императором, кандидатуру которого Франц Иосиф также утвердил и поставил первым в своём списке.

## Внешний вид
Знак представляет собой мальтийский крест, изготовленный из черненого железа, с узкими серебряными каймами по краям, с лавровым венком. На аверсе креста изображены инициалы Франца Иосифа «FJ I», опоясанные девизом «MILITANTIBUS A LATERE MEO» (Борьба на моей стороне) и датами MCMXIV-MCMXVI.

## Известные кавалеры креста
- Карл I
- Эдуард фон Паар